# Elisa Queirolo
Elisa Queirolo (Santa Margherita Ligure, 1991. március 6. –) olasz válogatott vízilabdázónő, a CS Plebiscito Padova játékosa.

## Sportpályafutása
Rapalloban, a Rapallo Pallanuoto csapatában kezdett vízilabdázni, első bajnoki évadját (2006-2007) is ott játszotta. Ugyanezen csapat színeiben 2010-ben megnyerte a LEN-kupát. 2011-ben a Pro Recco-hoz igazolt, mellyel 2012-ben LEN-szuperkupát, Euroligát és bajnoki címet nyert. 2008-ban junior Európa-bajnoki címet nyert Győrben. A felnőtt válogatottban 2011-ben mutatkozott be.

## Nemzetközi eredményei

### Junior válogatottként
- Junior Európa-bajnok (Győr, 2008)

### Felnőtt válogatottként
- Világliga ezüstérem (Tiencsin, 2011)
- Európa-bajnok (Eindhoven, 2012)
- Világbajnoki bronzérem (Kazany, 2015)
- Európa-bajnoki bronzérem (Belgrád, 2016)